# Disposición perversa polimorfa
En psicoanálisis, la sexualidad infantil puede describirse como disposición perversa polimorfa en la medida en que se halla sometida al juego de las pulsiones parciales, íntimamente ligada a la diversidad de las zonas erógenas y en tanto que se desarrolla antes de establecerse las funciones genitales propiamente dichas. Según cita Freud en su obra Tres ensayos sobre teoría sexual:

Es instructivo que bajo la influencia de la seducción el niño pueda convertirse en un perverso polimorfo, siendo descaminado a practicar todas las trasgresiones posibles. Esto demuestra que en su disposición trae consigo la aptitud para ello; tales trasgresiones tropiezan con escasas resistencias porque, según sea la edad del niño, no se han erigido todavía o están en formación los diques anímicos contra los excesos sexuales: la vergüenza, el asco y la moral. (...) es imposible no reconocer algo común a todos los seres humanos, algo que tiene sus orígenes en la uniforme disposición a todas las perversiones.